# Axel Michon
Axel Michon (16 december 1990) is een Franse tennisser. Hij heeft nog geen ATP-toernooi gewonnen. Wel deed hij al mee aan  grandslamtoernooien. Hij heeft geen challengers op zijn naam staan.

## Resultaten grote toernooien
| Legenda | Legenda                          |
| ------- | -------------------------------- |
| g.t.    | geen toernooi gehouden           |
| l.c.    | lagere categorie                 |
| –       | niet deelgenomen                 |
| G       | uitgeschakeld in de groepsfase   |
| 1R      | uitgeschakeld in de eerste ronde |
| 2R      | uitgeschakeld in de tweede ronde |
| 3R      | uitgeschakeld in de derde ronde  |
| 4R      | uitgeschakeld in de vierde ronde |
| KF      | uitgeschakeld in de kwartfinale  |
| HF      | uitgeschakeld in de halve finale |
| F       | de finale verloren               |
| W       | het toernooi gewonnen            |
| w-v     | winst/verlies-balans             |

### Enkelspel
| Grandslamtoernooien   |      |
| Australian Open       | –    |
| Roland Garros         | 2R   |
| Wimbledon             | –    |
| US Open               | –    |
| ATP World Tour Finals |      |
| ATP World Tour Finals | –    |
| ATP Masters 1000      |      |
| (Nog) geen deelname   |      |
| Olympische Spelen     |      |
| Olympische Spelen     | g.t. |
| Statistieken          |      |
| Totaal aantal titels  | 0    |
| Eindejaarsranking     | 208  |

### Dubbelspel
| Grandslamtoernooien   |      |
| Australian Open       | –    |
| Roland Garros         | 1R   |
| Wimbledon             | –    |
| US Open               | –    |
| ATP World Tour Finals |      |
| ATP World Tour Finals | –    |
| ATP Masters 1000      |      |
| (Nog) geen deelname   |      |
| Olympische Spelen     |      |
| Olympische Spelen     | g.t. |
| Statistieken          |      |
| Totaal aantal titels  | 0    |
| Eindejaarsranking     | 401  |